# Hypolaïs d'Upcher
Hippolais languida
Espèce
Statut de conservation UICN

 LC  : Préoccupation mineure

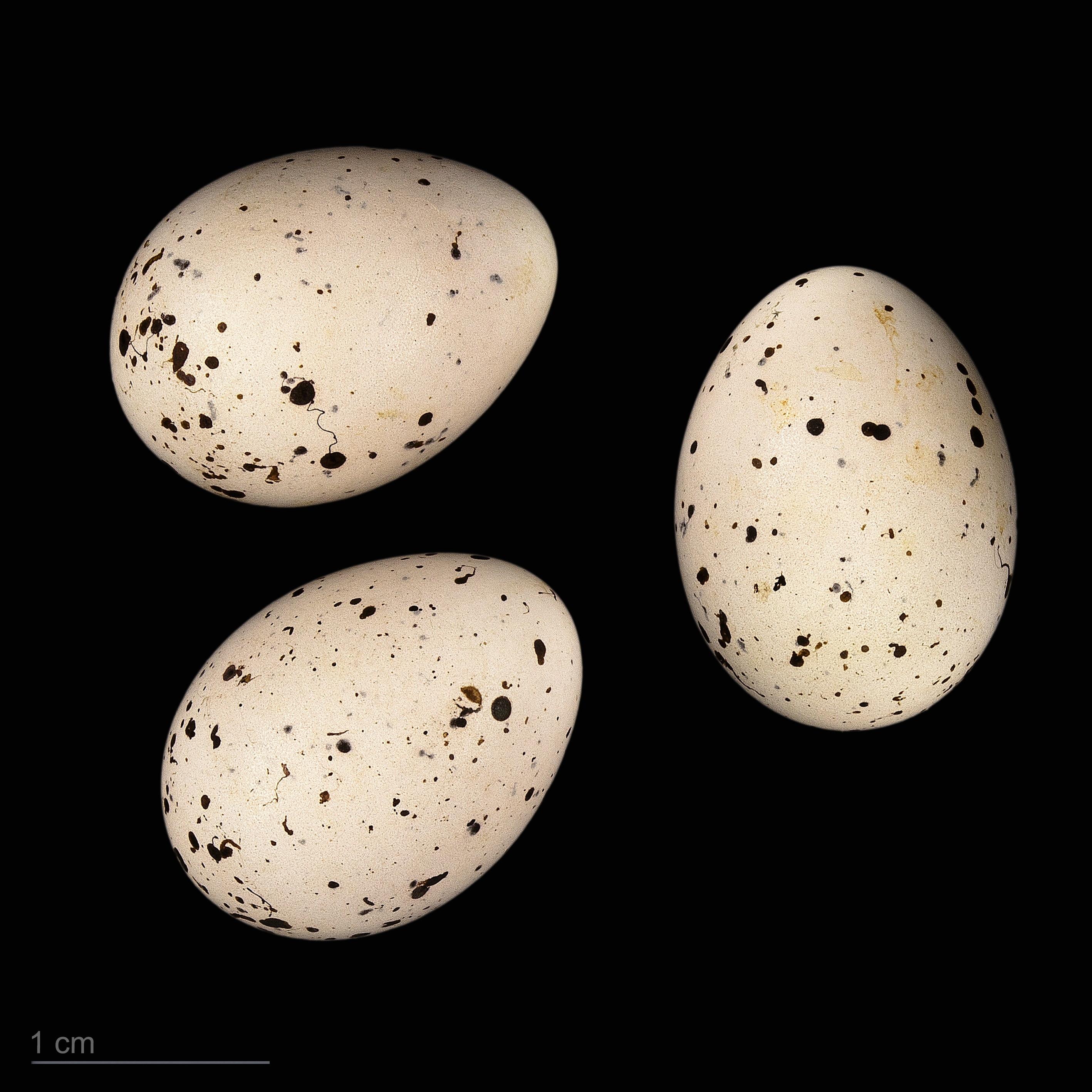
Oeufs de Hippolais languida - Muséum de Toulouse

L'Hypolaïs d'Upcher (Hippolais languida) est une espèce d'oiseaux de la famille des Acrocephalidae.

## Description
Cet oiseau atteint une taille de 15 cm pour une envergure de 20 à 23 cm et un poids de 12 à 13 cm, mâles et femelles étant semblables à la fois en plumage et en morphologie. Il est de couleur gris brunâtre avec quelques zones plus claires.

## Répartition
Son aire s'étend de l'ouest de l'Anatolie et l'Israël à l'Hindou Kouch et le sud du Kazakhstan ; il hiverne en Arabie et le nord-est de l'Afrique.